# Jean Joseph François Chicoyneau de Lavalette
Jean Joseph François Chicoyneau de Lavalette est un fermier général né à Montpellier le 25 janvier 1720 et décédé le 19 février 1776

## Famille
Jean Joseph François est l'auteur de la branche cadette des Chicoyneau, qui devient Chicoyneau de Lavalette 

### Parents
La famille Chicoyneau, connue dans la bourgeoisie notable de Blois dès le début du XVIe siècle, s'est fixée à Montpellier au milieu du XVIIe siècle avec Michel Chicoyneau  (1626-1701), fils de Michel Chicoyneau, conseiller en l'élection de Blois et de Marie Richer de Belleval. Ce Michel Chicoyneau fit une double carrière médicale et financière. Docteur en médecine de l'Université de Montpellier il devint professeur et chancelier de cette université. Il acquit aussi une charge de Conseiller en la Cour des comptes de Montpellier.
La grande illustration de la famille provient de son fils : François Chicoyneau (1672-1752), qui exerce les mêmes charges que son père à Montpellier mais accède à un statut de premier plan. Envoyé à Marseille en 1720 pour combattre la peste qui y sévissait, il fit preuve d'un tel courage et d'un tel dévouement qu'il fut promu Chevalier de l'Ordre de Saint Michel et Conseiller d'État. Louis XV érige en baronnie sa terre de Lavalette. Il devient en 1731 Médecin des enfants de France En 1732, il succède à son beau-père Pierre Chirac, mort le 1er mars, comme Premier médecin du roi. Il conserve cette fonction jusqu’à sa mort. À ce titre, il bénéficie d’un logement au château de Versailles, dans l’aile des Princes. Cette même année, il est nommé associé libre de l’Académie des sciences. Veuf depuis 1750, il décède à Versailles le 13 avril 1752

### Frères et sœurs
Nés du premier mariage de son père Jean Joseph François a une demi-sœur et un demi-frère : François (1702-1740) dont le fils décédé à 22 ans en 1758 sans postérité sera le dernier représentant de la branche aînée, 
Deux filles mariées, l'une à M. Dalmeras, l'autre à M. Pas tous deux conseillers à la Cour des Comptes et Aides de Montpellier.
Nées du second mariage deux sœurs : Catherine (1712 - 1763). En 1736, elle épouse à Versailles Alexandre Dubois-Descours, marquis de La Maisonfort, officier de marine ; Claire (1714 - après 1779 à Angoulême). En 1738, elle épouse à Versailles Louis Auguste de Fortisson, maître de camp de cavalerie, aide major de brigade de la compagnie des deux cents chevau-légers de la garde ordinaire du roi.

### Épouse
Il aurait épousé  en premières noces en 1739 une demoiselle Herman, fille d'un célèbre médecin De cette union, qui n'est pas reprise par les autres sources disponibles, aucune descendance n'est connue. Le 6 juin 1751 il épouse à Paris Michelle Narcisse Jogues de Martinville, issue d'une riche famille de bourgeois d'Orléans et dont le père, qui s'était installé à Cadix pour commercer, rentrera en France en 1751 et fera partie des protégés de la Marquise de Pompadour  et , à la suite des déboires financiers de Jean Joseph François, prendra sa suite comme fermier général jusqu'au 20 septembre 1765, date de son décès.
Pour son mariage les 25 avril et 6 juin 1751, Michelle Narcisse est extraite du monastère de la rue Saint Honoré paroisse de Saint Roch. Le contrat de mariage est signé par le Roi, la Reine, le Dauphin et la Dauphine, les filles de France, les Princes, la Marquise de Pompadour, Jean-Baptiste Machault ministre d'État garde des sceaux de France, le comte Phelipeaux de Saint Florentin secrétaire d'État, Joachim Bernard Potier, duc de Gesvres. Elle a 100.000 livres de dot.

### Enfants

#### Jean Baptiste Chicoyneau de Lavalette
De cette seconde union est né le 14 mai 1752 à Montpellier, Jean Baptiste Chicoyneau de Lavalette qui épousera le 22 juillet 1788 Françoise Angélique Payan fille de Jean Payan, conseiller honoraire et secrétaire du roi, originaire de La Ciotat. De cette union naîtront 5 enfants, 3 filles et deux garçons dont Jean Baptiste Absinthe (1794 - 1881) qui poursuivra la lignée.
Jean Baptiste, vend le 21 mai 1778 la terre de Lavalette, moyennant 45000 livres, se réservant toutefois de porter toujours le nom de Lavalette, sans que cela soit prohibé à l'acquéreur
En 1790, il succède à son cousin germain Jean-Baptiste Boullongne de Préninville dans les fonctions de fermier général. Le décret du 20 mars 1791 supprime la Ferme générale et met un terme au bail de Jean Baptiste Mager au 1er avril suivant. Il n'a donc siégé que quelques mois et en tout état de cause pas participé à la distribution des produits la suppression du bail étant rétroactive au 1er juillet 1789 . Dès l'annonce de l'arrestation des fermiers, son cousin reprendra sa charge et fera partie des condamnés du 16 floréal. C'est en raison de ces circonstances que Jean Baptiste Chicoyneau, bien qu'arrêté  avec les autres fermiers, n'a pas été déféré devant le tribunal révolutionnaire.
Il était propriétaire du manoir de La Perraudière et de l'ancienne abbaye de La Clarté-Dieu, près de Tours,

## Biographie
Jean Joseph François dut être un enfant surdoué. Il est ainsi décrit en juillet 1730 par le rédacteur du Mercure « Ce serait ici le véritable endroit de faire l'éloge de ce jeune savant; mais rempli d'admiration je prendrai le ton modeste que l'on a donné à ce digne enfant élevé pour le réel & le solide des études, plutôt que pour la parade & le brillant des lettres superficielles : Il loge au Palais Royal avec M. Chirac, son grand-père sous les yeux duquel il se trouve  à l'âge de onze ans en état de faire honneur à ses maîtres pour lr latin, le Grec,la danse, la musique, la géométrie, la philosophie et ses autres exercices »   qui précise  plus loin « Jean Joseph François Chicoyneau de La Valette ... soutint le 28 juillet  une thèse générale de philosophie au Collège Mazarin, dédiée à M. Le Duc de Gesvres .....Tout le monde admira l'esprit et le scavoir extraordinaire de ce jeune philosophe âgé de dix ans & demi, étant né le 28 janvier 1720 »
Son grand-père maternel Pierre Chirac en fera son légataire universel dans son testament olographe du 2 septembre 1730. Afin d'effectuer les meilleurs placements financiers dans l'intérêt de son petit-fils, il lègue au précepteur de Jean Joseph, le Sieur Violette, la somme de 600 livrespour qu'il étudie « luy même avec soin tout ce qui concerne la banque et le grand commerce ». Cette disposition testamentaire surprenante trouvera sa pleine explication quelques années plus tard avec les déboires de fortune de Jean Joseph François.
Par lettre patente du 7 mars 1739, il est pourvu, avec dispense d'âge, de l'office de conseiller en la seconde Chambre des requêtes du Parlement de Paris. Il démissionne en 1751, année de son mariage. En 1753 il devient Fermier Général ; il est responsable du bureau de correspondance de Charleville, Chalons-sur-Marne, Langres, Chalons-sur-Saône , pour les questions  de Gabelle, Cinq Grosses Fermes et Tabac.Il conserve ce type d'attribution jusqu'en 1760. Il figure sur les listes des fermiers généraux jusqu'en 1762, sur les deux dernières années il n'a plus d'attributions particulières. En 1763, année où il fait l'objet d'un jugement d’interdiction du Châtelet  du 12 août 1763, il ne figure plus sur les listes des fermiers généraux. Cette même année son beau-père Isaac Alexandre Jogues de Martinville, prend sa suite et vraisemblablement éponge ses dettes. 
Il décède à le 20 février 1776 à l'âge de 56 ans.